# 横澤吉久
横澤 吉久（よこざわ よしひさ）は、伊達政宗に仕えた仙台藩士で、通称は将監（しょうげん）。一時期キリシタンとなり、聖名をトン・アロンソ・ハシャルトとした。ハシャルトは、ヌエバ・エスパーニャ（スペイン帝国副王領）のマニラ総督からもらい受けた。
国分宗政の次子の国分弥三郎(盛基)がのちに国分氏から分家し横澤と名乗り将監と称した。(横澤氏の祖)  仙台藩・陸奥国宮城郡実沢村立田館（現宮城県仙台市泉区寺岡6丁目）に居住したとされる。
伊達政宗の命を受け慶長遣欧使節を率いて南欧に渡った支倉常長を迎えるため、1616年（元和2年）に浦賀からヌエバ・エスパーニャのアカプルコ（現メキシコ）へサン・ファン・バウティスタ号で船長の任を受け渡った。 帰路に立ち寄ったヌエバ・エスパーニャのマニラ（現フィリピン）で改宗しキリシタンとなった。1620年（元和6年）帰国。のちに棄教したため迫害は免れた。
後藤寿庵の治水工事に共感して、寛永年間（1624年～1643年）に将監堤を築堤した。

## 備考
- 後藤寿庵と横澤将監（吉久）は、ローマ教皇に迫害の状況を報告した奥羽信徒代表者16名に名を連ねている。
- 娘は古内義実と結婚し、義如（古内志摩）が生まれた。義如は伊達騒動の寛文事件の刀傷沙汰における唯一の生き残りである。義如が没すると古内家の屋敷跡に鹽竈神社境内にあった複数の宮が移転してきて賀茂神社となり、現在に至っている。